# Stary cmentarz żydowski w Bochni
Stary cmentarz żydowski w Bochni – kirkut społeczności żydowskiej zamieszkującej Bochnię w XVI wieku. Nie wiadomo dokładnie kiedy powstał. Z pewnością istniał w 1530, lecz Żydzi w mieście osiedlali się już od 1445. Znajdował się w dzielnicy zamieszkanej przez starozakonnych, której granice biegły ulicami: Kowalską, Szewską, Solna Góra i Trudną, lecz brak jest bliższych informacji o jego dokładnym położeniu.
W 1599 jeden z miejscowych górników zbezcześcił hostię, czego miał się dopuścić z namowy któregoś z miejscowych Żydów. Wobec faktu iż podżegacz ten zbiegł, ukarana została cała miejscowa społeczność żydowska - król Zygmunt III Waza nakazał wygnanie jej z miasta. Odwołania kierowane do króla przewlekły sprawę do lutego 1606, kiedy to Żydzi ostatecznie opuścili miasto, przenosząc się do Nowego Wiśnicza. Swą synagogę i cmentarz podarowali miejscowemu wójtowi Stanisławowi Morskiemu. Nie uchroniło to jednak synagogi i cmentarza przed zniszczeniem przez bocheńskich mieszczan. W lipcu 1606 nie było już śladu po cmentarzu. Również obecnie nie ma po nim żadnych materialnych śladów.